# Giorgos Papandreou (1952)
Georgios (Giorgos) Andrea Papandreou [ˈʝoɾɣos papanˈðɾeu] (Grieks: Γιώργος Α. Παπανδρέου; in het Nederlands meestal George Papandreou genoemd) (Saint Paul, Verenigde Staten, 16 juni 1952) is een Grieks politicus. Van 6 oktober 2009 tot en met 11 november 2011 was hij de premier van Griekenland en leidde het kabinet-Papandreou.
Hij is de zoon van de politicus Andreas Papandreou en kleinzoon van de politicus Giorgos Papandreou (senior). Hij was minister van Buitenlandse Zaken van 1999 tot 2004. Papandreou was van februari 2004 tot maart 2012 leider van de politieke partij PASOK, waar hij begin 2015 mee brak.
Op 3 januari 2015 stelde hij zijn nieuwe partij "Beweging van Democratische Socialisten" voor, waarmee hij aan de verkiezingen van 25 januari 2015 deelnam. Deze partij haalde echter de kiesdrempel van 3 procent niet.
Papandreou is sinds 2006 tevens voorzitter van de Socialistische Internationale.
Samen met zijn vrouw Ada heeft Papandreou twee kinderen.

## Levensloop
Papandreou werd geboren in Saint Paul, Minnesota in de Verenigde Staten. Zijn vader werkte daar aan de universiteit. Zijn moeder is een Amerikaanse. Hij studeerde aan Amherst College, de Universiteit van Stockholm, London School of Economics (LSE) en de Harvard-universiteit. Hij behaalde een bachelor in de sociologie aan Amherst en later een master aan de LSE. Daarna deed hij een jaar onderzoek naar de gevolgen van immigratie aan de Universiteit van Stockholm. In 1992-93 was hij participant aan het programma van het Foreign Relations Centre aan de Harvard-universiteit.
Nadat de democratie in 1974 weer was hersteld in Griekenland, keerde hij terug. Papandreou werd actief binnen de partij van zijn vader het sociaaldemocratische Panellinio Sosialistiko Kinima (PASOK). In 1981 werd hij gekozen in het Griekse parlement. In datzelfde jaar werd zijn vader premier. In 1985 werd hij staatssecretaris van Culturele Zaken, in 1988 minister van Onderwijs en Religieuze Zaken, 1993 plaatsvervangend minister van Buitenlandse Zaken, in 1994 weer minister van Onderwijs en Religieuze Zaken, in 1996 plaatsvervangend minister van Buitenlandse Zaken en in 1999 minister van Buitenlandse Zaken. In 1997 was hij speciaal aangesteld als minister die belast was met de coördinatie rondom het bid voor het naar Athene halen van de Olympische zomerspelen van 2004.
In zijn tweede termijn als minister van Onderwijs was Papandreou de eerste politicus die gebruikmaakte van positieve discriminatie. Hij wees 5 procent van de plaatsen op de universiteit in Thracië toe aan de moslimminderheid. Als minister van Buitenlandse Zaken week hij af van nationalistische opruiende retoriek van zijn vader en zette in op betere banden met buurlanden Turkije en Albanië. Ook zette hij zich in om het om een einde te maken aan het conflict op Cyprus. Papandreou steunde het Annan Plan. Hij hing het van oorsprong Griekse standpunt aan dat Cyprus herenigd moest worden.
In aanloop naar de Griekse parlementsverkiezingen in 2004 stond PASOK laag in de peilingen. De zittende premier Costas Simitis kondigde daarom aan af te treden en wees Papandreou aan als zijn opvolger. In 2006 werd hij ook benoemd tot voorzitter van de Socialistische Internationale.
Bij de verkiezingen van 2007 verloor PASOK van Nea Dimokratia van zittend premier Kostas Karamanlis. Het leiderschap van Papandreou kwam daarom ter discussie te staan, maar hij slaagde bij interne verkiezingen erin dat te behouden. Bij de volgende verkiezingen in 2009 wist PASOK wel te winnen. Zij werd de grootste partij met 43.92 % van de stemmen en meerderheid aan zetels in het parlement. Op 6 oktober 2009 werd Papandreou benoemd als premier.

### Premierschap
Meteen na zijn aantreden kreeg het kabinet-Papandreou te maken met grote financiële tegenvallers. De Griekse overheid bleek jarenlang de financiële cijfers vervalst te hebben. Daardoor had Griekenland te maken met enorm grote tekorten. Alleen met de hulp van de EU-landen en IMF kon voorkomen worden dat het land failliet ging. De EU en het IMF schoten Griekenland te hulp met leningen, maar in ruil daarvoor moest Griekenland zijn begrotingstekort terugdringen. De regering van Papendreou kondigde een groot aantal maatregelen aan. Ze besloot bijvoorbeeld een verhoging van de pensioengerechtigde leeftijd naar 65 jaar door te voeren. Het gemiddelde ambtenarenloon werd daarnaast sterk verminderd en een deel van de ambtenaren zou worden ontslagen. Ook de pensioenen zijn verlaagd. De btw werd verhoogd, evenals de accijns op alcohol en tabak. Het aantal gemeenten werd teruggebracht van 1000 naar 400, en een aantal staatsbedrijven zou worden geprivatiseerd. Deze maatregelen vormden aanleiding tot grootschalige demonstraties en rellen waarbij doden en gewonden vielen.

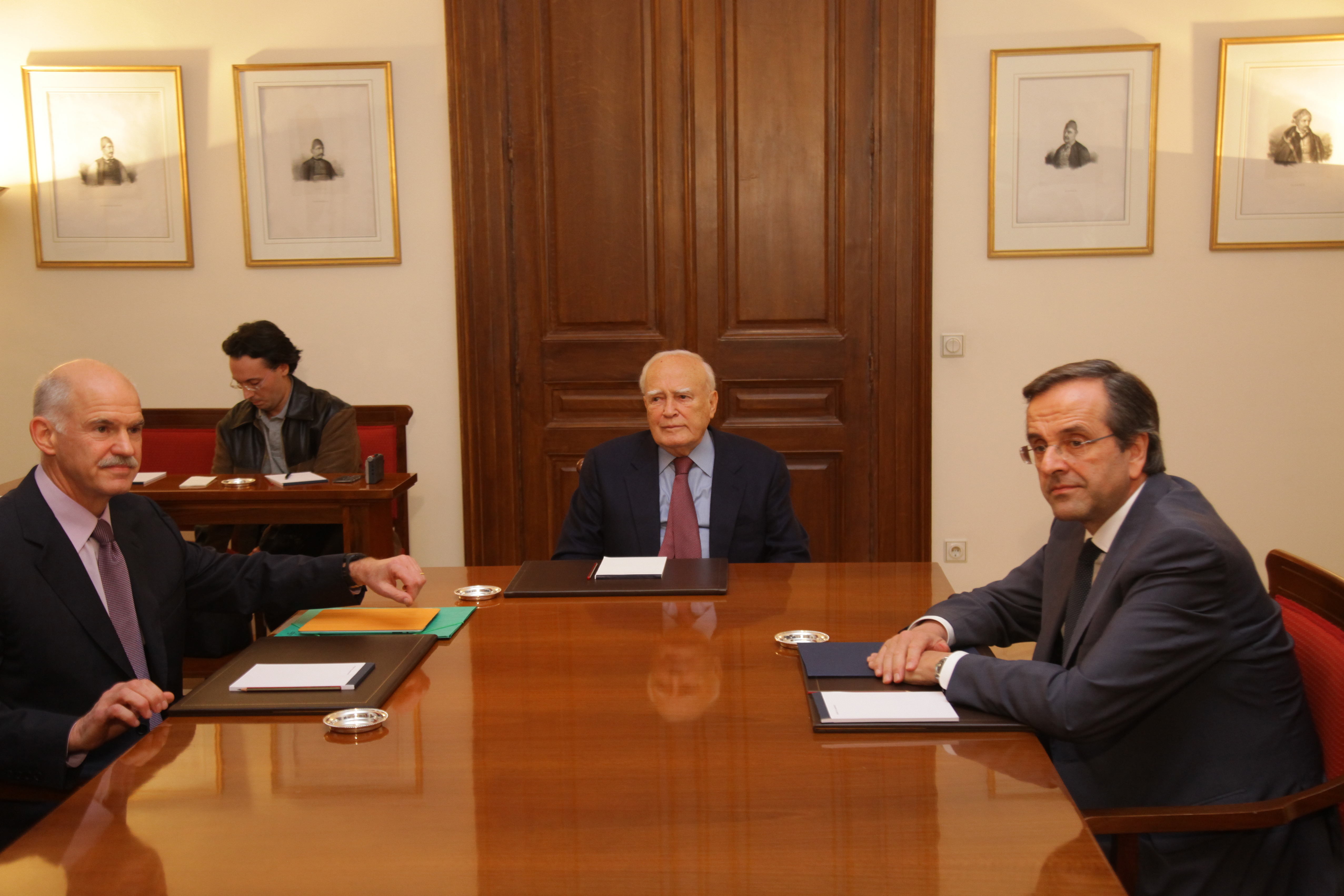
Papandreou, Samaras en president Karolos Papoulias bespreken de vorming van een regering van nationale eenheid in november 2011.

Op 1 november 2011 kondigde Papandreou een referendum aan over de strenge maatregelen die de Europese leiders Griekenland opgelegd hadden als voorwaarde voor noodhulp. Dit was voor Sarkozy en Merkel aanleiding om de geldkraan dicht te draaien. Volgens hen zou dit referendum gaan over de vraag of Griekenland wel of niet in de eurozone zou blijven. Papandreou besloot hierop het referendum in te trekken.
Op 4 november 2011 overleefde Papandreou een vertrouwensstemming met 153 van de 300 stemmen. Papandreou had toegezegd een overgangsregering te vormen met de oppositie die het euroakkoord voor de redding van Griekenland zou goed moeten keuren. Op 6 november kwamen Papandreou, Samaras en Giorgios Karatzaferis overeen een overgangsregering met PASOK, Nea Dimokratia en de  Orthodox-Griekse Volkspartij (LAOS) te vormen. Op 11 november werd de nieuwe regering onder leiding van Lucas Papademos beëdigd, waarmee er een officieel einde kwam aan de regeringstermijn van Papandreou.
Ook onder zijn premierschap was Papandreou pleitbezorger van verbeterde relaties van Griekenland met haar buurlanden. Zo was hij de eerste Griekse premier die als eerste buitenlandse reis buurland Turkije koos, en startte hij met dit land een gezamenlijke ministerraad.

### Na het premierschap
Begin januari 2012 maakte Papandreou bekend dat hij zou opstappen als partijvoorzitter van PASOK en dat hij geen kandidaat zou zijn voor herverkiezing. Papandreou bleef in de tussentijd echter wel als partijvoorzitter actief op het hoogste politieke niveau. Hij was een van de onderhandelaars binnen de regering van nationale eenheid om een akkoord te bereiken over de besparingsmaatregelen die zouden moeten getroffen worden. Op 10 maart 2012 trad hij officieel af als partijvoorzitter. Hij werd opgevolgd door Evangelos Venizelos.

### Breuk met PASOK
In de aanloop naar de Griekse parlementsverkiezingen van 2015 maakte Papandreou begin januari 2015 bekend dat hij uit de sociaaldemocratische partij PASOK stapte en zijn eigen partij oprichtte, de Beweging van Democratische Socialisten. Papandreous partij haalde echter de kiesdrempel van 3 procent niet.